# Нарезка (Рязанская область)
Нарезка — заброшенная деревня в Шиловском районе Рязанской области в составе Аделинского сельского поселения.

## Географическое положение
Деревня Нарезка расположена на Окско-Донской равнине у истоков ручья Зенкина (приток реки Мильчус) в 26 км к северо-востоку от пгт Шилово. Расстояние от деревни до районного центра Шилово по автодороге — 44 км.
Деревня расположена в лесу и окружена множеством урочищ — Соколов Лес, Матрёнин Лес, Фокино Болото, Горелое Болото, Корки, Федино Болото и др.; к югу и юго-востоку от нее — небольшие озера, истоки ручья Зенкина, овраг Тводный и урочище Отделение Совхоза Аделино (бывший населенный пункт). Ближайшие населенные пункты — села Аделино и Наследничье, деревни Ореховка и Некрасовка.

## Население
В настоящее время постоянные жители в деревне Нарезка не проживают.

## Происхождение названия
Название деревни Нарезка образовано от термина «нарезка» — нарезанная доля земли.

## Транспорт
В 3,4 км к юго-востоку от деревни находится остановочный пункт «Ореховка» железнодорожной линии «Шилово — Касимов» Московской железной дороги.